# 西武ポップスベスト10
『西武ポップスベスト10』（せいぶポップスベストテン）は、栃木放送 (CRT) が放送していた洋楽のランキング番組。
栃木放送がラジオ栃木と名乗っていた1969年4月に『オールとちぎベスト10』（オールとちぎベストテン）として放送開始。放送開始後、まもなくラジオ栃木は社名を栃木放送に改めた。
番組はその後、西武百貨店宇都宮店がスポンサーに付いたのを機に『西武ポップスベスト10』と改題した。西武提供時代には、栃木放送アナウンサーの小田島建夫がパーソナリティを務めていた。
その後のバブル崩壊で西武百貨店とセゾングループが決行したリストラにより、西武百貨店宇都宮店がスポンサーを降板。その後も番組は『CRTポップスベスト10』（シーアールティーポップスベストテン）と題して放送を続けたが、1998年4月に終了。放送回数1352回に及ぶ29年の歴史に幕を下ろした。